# Cezaria Baudouin de Courtenay Ehrenkreutz Jędrzejewiczowa
Cezaria Baudouin de Courtenay Ehrenkreutz Jędrzejewiczowa (née le 2 août 1885 à Tartu – morte le 28 février 1967 à Londres) est une ethnologue, historienne et linguiste polonaise.

## Vie privée
Cezaria est la fille du linguiste Jan Niecisław Baudouin de Courtenay et de Romualda z Bagnickich (en), la seconde épouse de celui-ci. Elle ne commence à aller à l'école qu'à treize ans, lorsque sa famille déménage à Cracovie. De cette époque date son amitié avec Aniela Gruszecka (pl). Son père étant au cœur d'un scandale à l'université Jagellonne où il enseigne, la famille déménage à Saint-Pétersbourg, où Cezaria poursuit ses études au lycée. Toujours à Saint-Pétersbourg, elle étudie aux « cours supérieurs pour femmes », puis à la faculté de philologie de l'université de Saint-Pétersbourg, où après la vague de libéralisation qui fait suite à la révolution de 1905, les femmes peuvent étudier comme « auditeur libre ». En 1910, elle épouse un élève de son père, Max Vasmer, slaviste et futur successeur d'Alexander Brückner (de) à la chaire des études slaves et d'ethnologie de l'université de Berlin. Le mariage prend fin après seulement trois ans. En 1916, elle se remarie avec Stefan Ehrenkreutz (pl), professeur de droit et sénateur polonais, avec qui elle a trois enfants. En 1933, elle divorce une seconde fois, et épouse le président du conseil des ministres polonais Janusz Jędrzejewicz. Quand la Seconde  Guerre mondiale éclate, elle se réfugie avec sa famille à Lwów, puis au Kosovo, en  Roumanie, à Bucarest, et se retrouve finalement en Palestine. En 1947, sa famille est évacuée vers la Grande-Bretagne. Son mari décède quatre ans plus tard, et elle profite de son exil pour se consacrer au travail universitaire.

## Carrière professionnelle
En 1911, Cezaria est l'une des premières femmes diplômées de l'université impériale de Saint-Pétersbourg. Son mémoire, qui s'intitule « analyse linguistique du psautier de Marie (XVIe siècle) retranscrit par le professeur Ptaszycki », a été écrit sous la direction du professeur Tadeusz Zielinski. Pendant ses études, elle fonde (en collaboration avec Zofia Sadowska (pl), Stanisława Adamowiczowa et Kazimiera Lojasiewicz) , l'association Spójnia, qui réunit des femmes polonaises étudiant dans les universités de Saint-Pétersbourg. Toujours à Saint-Pétersbourg, elle publie deux ouvrages de linguistique: « Albanie et Albanais » et « Alatyr et ville d'Alatyr ». Dans les années suivantes, elle retourne au pays de la Vistule. Elle enseigne dans divers lycées privés pour filles de Varsovie : Sabina Tegazzo-Chmielewska,  Zofia Sierpińska et Maria Tołwińska. En 1922, elle obtient son habilitation à l'université de Varsovie, grâce à son mémoire intitulé « Sainte-Cécile, contribution à la genèse des apocryphes » (publié en 1992 dans le périodique Lud). Dans les années 1924-27 elle est maître de conférences à l'université Stefan Batory de Vilnius où elle enseigne l'ethnographie et l'ethnologie. Elle donne également des cours au lycée pour filles de la ville. En 1929, elle est nommée professeur d'ethnologie et d'ethnographie à la faculté des sciences humaines de l'université Stefan Batory. Sur la base de ses études sur la culture populaire de la région de Vilnius, elle fonde un musée d'ethnographie au sein de l'université. Elle publie aussi les ouvrages suivants: « conseils pour la collecte d'objets pour le musée d'ethnographie de l'université Stefan Batory », « rites de mariage polonais en tant que forme dramatique » et « coutumes de mariage du peuple polonais ». En 1933, elle est nommée à la chaire d'ethnographie polonaise de l'université de Varsovie, et prend alors le nom de Cezaria de Baudouin de Courtenay. Un an plus tard elle est nommée professeur titulaire. Grâce au soutien du professeur Stanislaw Lorentz, directeur du musée national, elle crée le musée d'ethnographie de Varsovie. En 1936, elle publie: « deux cultures, deux sciences » et « danses populaires et coutumes de mariage ». Elle rejoint l'association féministe ZPOK  et en 1937, elle signe une pétition contre les bancs ghetto, une forme de discrimination contre les étudiants juifs. Au cours de son séjour en Palestine, elle travaille au bureau d'étude du Proche et Moyen-Orient, qui doit servir de base à la renaissance de l'orientalisme en Pologne après la guerre. Dans le même temps, elle écrit différentes publications : « Saint Georges, saint patron du scoutisme », « étude du calendrier de Saint Jean dans l'église du Saint-Sépulcre à Jérusalem », « Saint Georges, une étude culturelle », « Antonina Czarniecka, pèlerine de Zamość ». À Londres, elle est cofondatrice en 1948 du conseil scientifique polonais à l’étranger, qui deux ans plus tard devient la Société polonaise des sciences et des lettres à l’étranger. Elle participe régulièrement aux réunions du conseil scientifique, et publie divers articles dans la revue de la société. Elle  fait aussi partie à partir de 1948 de l'association des professeurs et maîtres de conférences polonais à l'étranger et du groupe de chercheurs associés à l'université polonaise en exil (en). En 1958, elle est élue au rectorat de l'université. Elle est membre de la Société historique et littéraire polonaise à Paris et de l'Institut royal d'anthropologie au Royaume-Uni.

## Œuvre

### Livres
- Święta Cecylia. Przyczynek do genezy apokryfów (1922)
- Ze studiów nad obrzędami weselnymi ludu polskiego (Première partie, 1929)
- Łańcuch tradycji. Teksty wybrane (2005).  (ISBN 83-235-0110-6)

### Publications
- 1923, Materiał naukowy i przedmiot etnologii, « Lud », t. 22, p. 26–32.
- 1933, Zakład Etnologii Uniwersytetu Stefana Batorego w Wilnie i jego zadania, "Balticoslavica", t. 1, p. 75–98.